# Obernberg am Inn
Obernberg am Inn osztrák mezőváros Felső-Ausztria Riedi járásában. 2021 januárjában 1643 lakosa volt.

## Elhelyezkedése

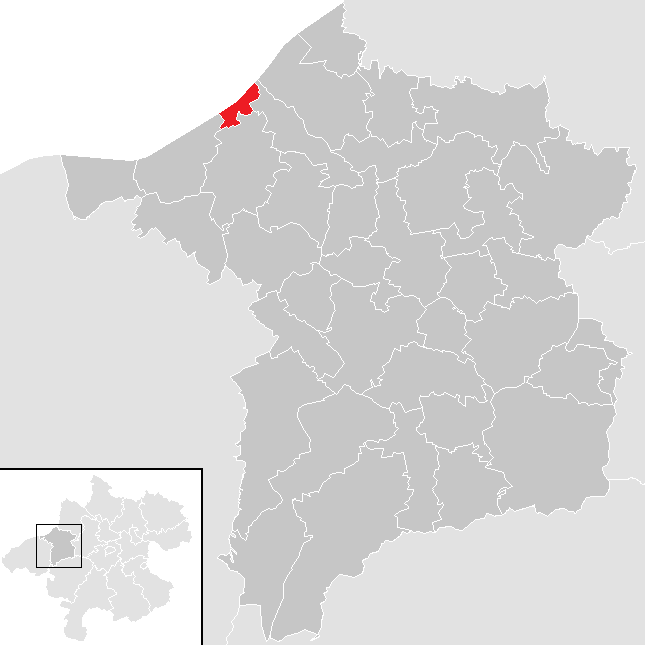
Obernberg am Inn a Ried im Innkreis-i járásban

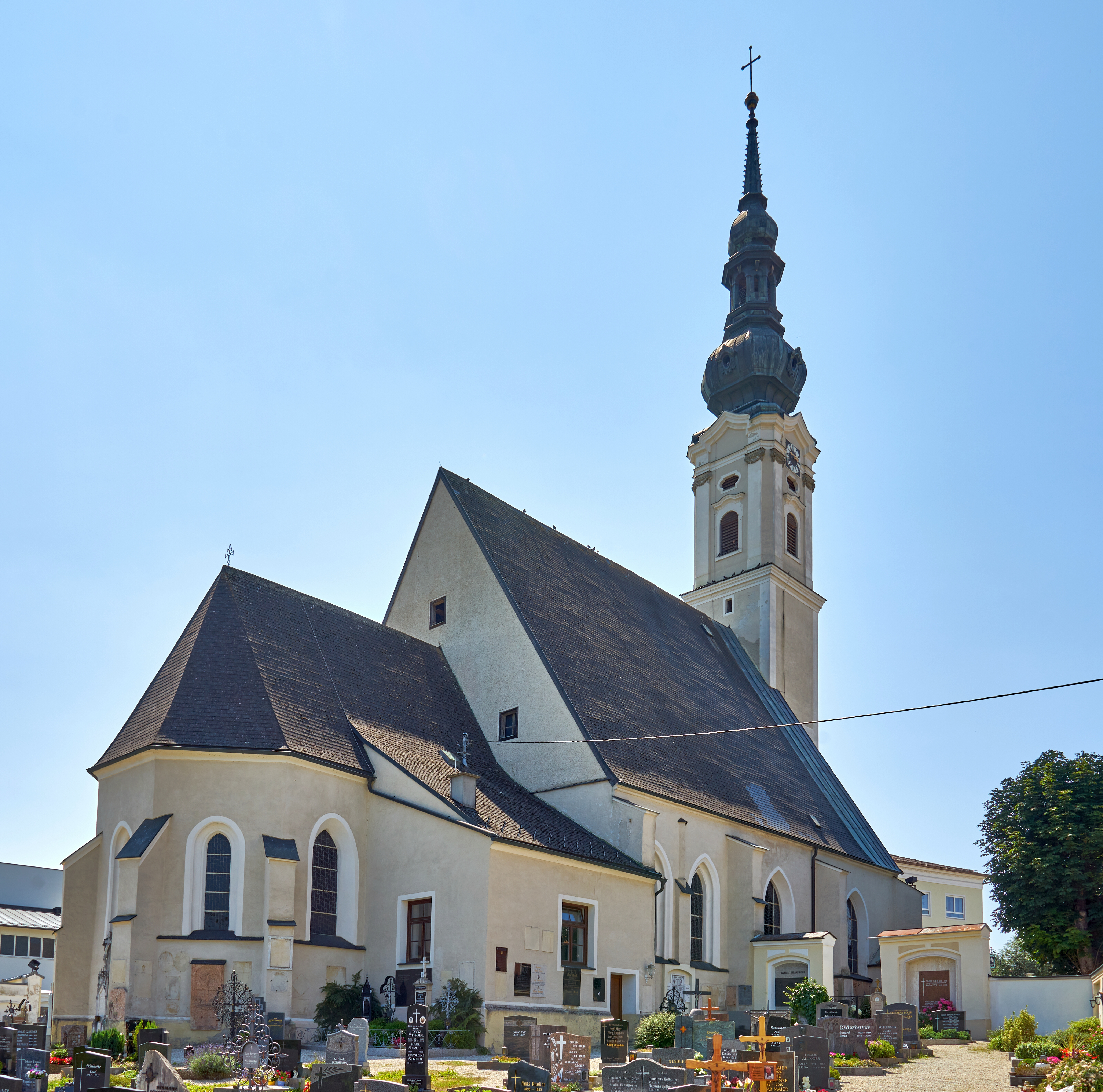
Az Utolsó vacsora-plébániatemplom

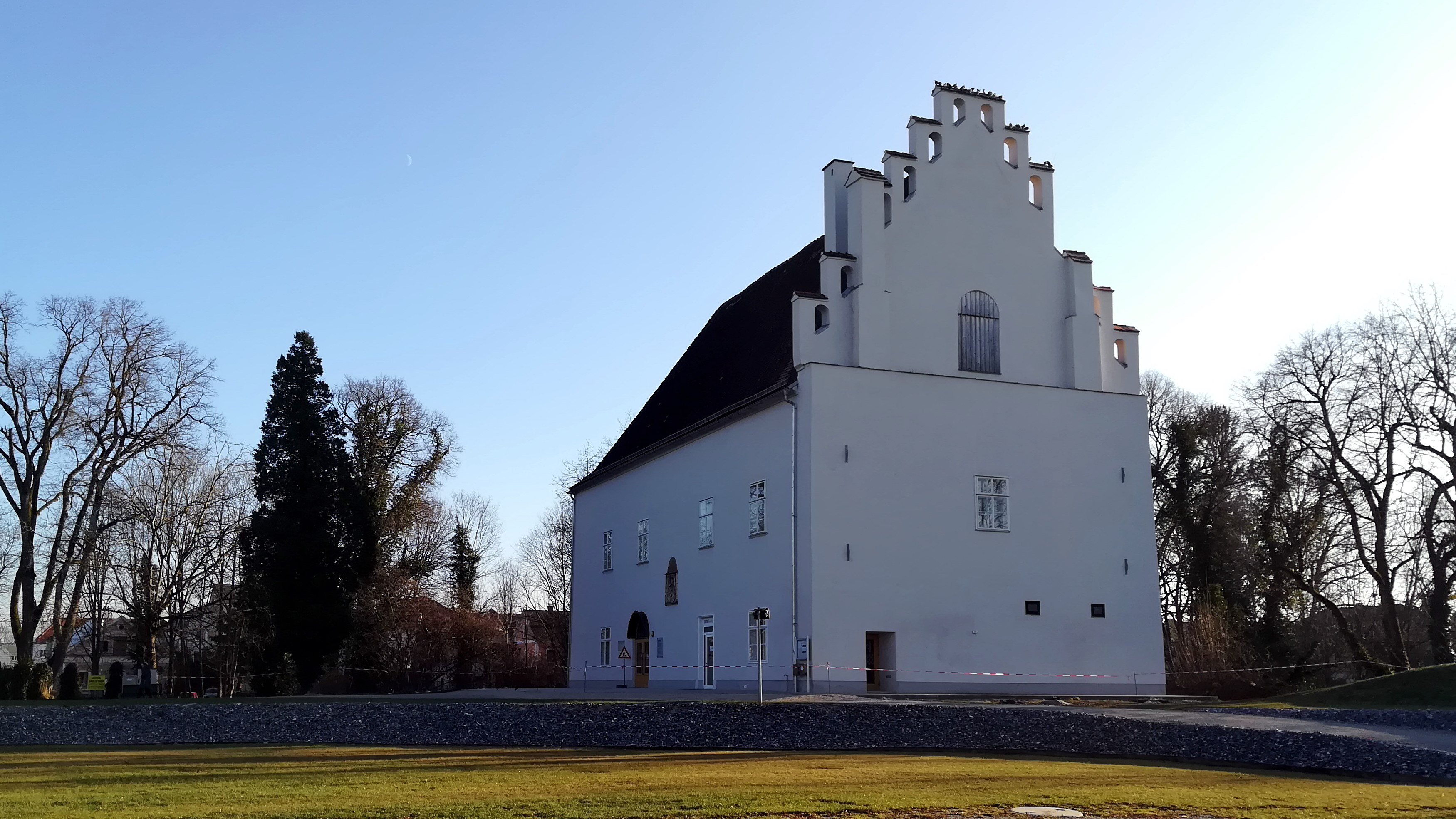
A vár egyik megmaradt épülete

Obernberg am Inn a tartomány Innviertel régiójában fekszik, az Inn jobb partján, a német határ mentén; a folyón híd vezet át Németországba. Területének 10,3%-a erdő, 34,8% áll mezőgazdasági művelés alatt. Az önkormányzathoz egyetlen település tartozik.
A környező önkormányzatok: északkeletre Reichersberg, délkeletre Mörschwang, délre Sankt Georgen bei Obernberg am Inn, délnyugatra Kirchdorf am Inn, északra Bad Füssing (Németország).

## Története
Obernberget 950 körül említik először; ekkor a Vornbach grófok birtokolták. A 12. század végén a passaui püspökség szerezte meg és Wolfger püspök 1199-ben erős várat építtetett itt. 1276-ban Habsburg Rudolf mezővárosi jogokat adományozott a településnek, melynek gazdasága a hajóvámoknak és kézműiparnak köszönhetően fellendült. Obernberg várát 1550-ben Wolfgang von Salm püspök lakóépületekkel egészítette ki.
A bajor örökösödési háborút lezáró 1779-es tescheni béke Bajorországtól Ausztriának juttatta az Innviertelt, 1782-ben pedig Leopold Ernst von Firmian püspök átadta Obernberget az osztrák államnak. A napóleoni háborúk során 1807-ben jórészt lerombolták a várat és minden erődítést. A régió egy időre a francia bábállam Bajorországhoz került, de Napóleon bukása után visszatért Ausztriához. A 19. század közepétől a városka elszegényedett, miután az áruszállítás a hajókról a vasútra került át.
Az 1938-as Anschluss után Obernberg a Német Birodalom Oberdonaui gaujához került; a második világháború után ismét Felső-Ausztria része lett.

## Lakosság
Az Obernberg am Inn-i önkormányzat területén 2021 januárjában 1643 fő élt. A lakosságszám 1900 óta 1600-1700 körül stagnál. 2019-ben az ittlakók 75,3%-a volt osztrák állampolgár; a külföldiek közül 7,7% a régi (2004 előtti), 14,4% az új EU-tagállamokból érkezett. 1,7% az egykori Jugoszlávia (Szlovénia és Horvátország nélkül) vagy Törökország, 1% egyéb országok polgára volt. 2001-ben a lakosok 87,3%-a római katolikusnak, 2,8% evangélikusnak, 1,5% ortodoxnak, 2,7% mohamedánnak, 5,4% pedig felekezeten kívülinek vallotta magát. Ugyanekkor a legnagyobb nemzetiségi csoportot a németek (97,5%) mellett a törökök alkották 0,4%-kal (6 fő).
A népesség változása:

| 2016 | 1 615 |
| 2018 | 1 633 |

## Látnivalók
- a főtér rokokó stílusú, stukkós díszítésű házaival
- az Utolsó vacsora-plébániatemplom
- a Szt. Miklós-templom
- az obernbergi vár megmaradt épületei
- a várostörténeti múzeum

## Fordítás
- Ez a szócikk részben vagy egészben  az   Obernberg am Inn című német Wikipédia-szócikk ezen változatának fordításán alapul.  Az eredeti cikk szerkesztőit annak laptörténete sorolja fel. Ez a jelzés csupán a megfogalmazás eredetét és a szerzői jogokat jelzi, nem szolgál a cikkben szereplő információk forrásmegjelöléseként.